# Regione di Anosy
La regione di Anosy è una regione della provincia di Toliara, nel Madagascar meridionale.
Il capoluogo della regione è Tolagnaro.
Ha una popolazione di 544 200 abitanti distribuita su una superficie di 25731 km².

## Geografia antropica

### Suddivisioni amministrative
La regione è suddivisa in tre distretti:
- distretto di Amboasary-Atsimo
- distretto di Betroka
- distretto di Tolagnaro